# Хуэй-ди (Хань)
Хуэй-ди (кит. упр. 惠帝, пиньинь Huìdì, палл. Хуэйди , личное имя Лю Ин ( кит. трад. 劉盈, упр. 刘盈, пиньинь Liú Yíng, палл. Лю Ин) (210 до н. э. — 188 до н. э.) — второй император эпохи Хань. Был вторым сыном императора Гао-цзу и императрицы Люй-хоу. Во времена его правления делами управляла его мать - регентша Люй-хоу.

## Молодость. Наследный принц
Лю Ин был безвольным и слишком мягким, из-за чего Гао-цзу хотел лишить его звания наследника престола в пользу другого сына, Жу-и, рождённого наложницей из рода Ци.

## Император Китая
После смерти Гао-цзу в июне 195 года до н. э. Лю Ин был провозглашён императором. Наложница Ци была заключена в тюрьму, а Жу-и вызван в столицу. 
Хуэй-ди попытался спасти брата от интриг своей матери, императрицы-регентши Люй-хоу. Встретил Жу-и в Башане (недалеко от Чанъаня в современной Шэньси) и проследовал с ним во дворец. В императорском дворце Лю Ин не отлучался от Жу-и, а все это время жил с ним. В декабре 195 года до н. э. императрица Люй-хоу, воспользовавшись тем, что Лю Ин отлучился на охоту, приказала отравить Жу-и, а наложнице Ци отрубить ноги и руки, вырвать ей глаза, прижечь уши, дать снадобье, вызывающее немоту, поместить её в яму, полную нечистот, и называть «человек-свинья». 
Управление государством перешло к Люй-хоу, её братьям и племянникам. Хуэй-ди же не занимался государственными делами, предавался веселью и разврату, употреблял много алкоголя. От этого он заболел, и умер в сентябре 188 года до н. э.

## Наследование
Жена Хуэй-ди не имела сыновей, но притворилась беременной и отняла ребёнка у одной из наложниц (саму наложницу убили). Этого сына, Лю Гуна Люй-хоу провозгласила императором (известен как Шао-ди Гун).